# Ylläs

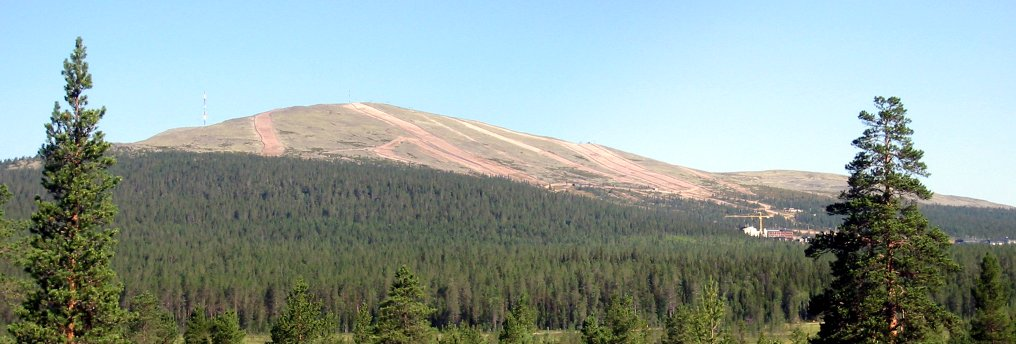
Ylläsfjället (Yllästunturi), sett från Ylläsjärvi.

Ylläs är en vintersportort i Kolari kommun vid fjället Yllästunturi i västra delen av finska Lappland. Fjället Yllästunturi når 718 meter över havet. Det finns 330 km längdskidspår (varav 38 km elljusspår), 63 pister och 28 skidliftar. Ylläs består egentligen av två separata skidorter: Ylläs Ski Resort i byn Äkäslompolo på norra sidan och Sport Resort Ylläs i byn Ylläsjärvi på södra sidan av fjället. De har gemensamt liftkort. De två byarna domineras båda av turismen.
Närmaste flygplatser är Kittilä flygplats (40 km vägavstånd) och Pajala Airport (71 km). Närmaste järnvägsstation är Kolari station i Kolari kyrkoby (37 km), dit nattåg går säsongsvis från Helsingfors. 
Det årliga längdskidlångloppet Ylläs–Levi, som ingår i Ski Classics, har sin start vid skidorten Ylläs på Ylläsfjället[källa behövs] och sin målgång i Levi i Kittilä kommun.